# Janus Wagener
Janus Wagener (Tilburg, 18 de marzo de 1923-22 de abril de 2016) fue un futbolista neerlandés que jugaba en la demarcación de lateral derecho.

## Biografía
Jugó toda su carrera deportiva en el Willem II, y siempre en la Eredivisie, la máxima categoría del fútbol neerlandés. Debutó en la temporada 1943/1944, a manos del entrenador Adriaan Koonings. En su primera temporada en el club se hizo con la Copa de los Países Bajos, y nueve y once años después hizo lo propio con la Eredivisie, en las temporadas 1952 y 1955. Tras trece años en el club se retiró en el mismo club que le hizo debutar.
Falleció el 22 de abril de 2016 a los 93 años de edad.

## Clubes
| Club      | País         | Año         |
| --------- | ------------ | ----------- |
| Willem II | Países Bajos | 1943 - 1956 |

## Palmarés

### Campeonatos nacionales
| Título                   | Club      | País         | Año  |
| ------------------------ | --------- | ------------ | ---- |
| Copa de los Países Bajos | Willem II | Países Bajos | 1944 |
| Eredivisie               | Willem II | Países Bajos | 1952 |
| Eredivisie               | Willem II | Países Bajos | 1955 |